# سیکیاز
سیکیاز (انگلیسی: Sikiyaz) یک شهرک در شهرستان دووانسکی در استان باشقیرستان کشور روسیه است.